# I Don't Want to Go to School
I Don't Want To Go To School è il secondo album del gruppo The Naked Brothers Band, contenente alcune canzoni della seconda serie dell'omonima serie televisiva.
Le canzoni sono tutte scritte e cantate da Nat Wolff, ad eccezione di Why, Three Is Enough e Changing, scritte e cantate da Alex Wolff.

## Tracce
1. I Don't Want To Go To School (Title Track) -  2:52
2. Eventually - 3:31
3. Mystery Girl - 2:20
4. I'll Do Anything - 3:02
5. I've Got A Question - 4:32
6. Body I Occupy - 4:46
7. Why - 3:22
8. If You Can Make It Through The Rain - 2:55
9. Proof Of My Love - 2:54
10. Great Trip - 2:44
11. Three Is Enough - 2:55
12. Everybody's Cried At Least Once - 3:20
13. Tall Girls, Short Girls... You - 2:30
14. Changing - 4:00
15. School Outro (Bonus Hidden Track) - 1:02
16. School Outro [Extended Version] (iTunes Album only) - 1:50
17. I Don't Want To Go To School (Music Video, iTunes album only) - 2:54